# Municipio de Lulu
El municipio de Lulu (en inglés: Lulu Township) es un municipio ubicado en el condado de Mitchell en el estado estadounidense de Kansas. En el año 2010 tenía una población de 87 habitantes y una densidad poblacional de 0,95 personas por km².

## Geografía
El municipio de Lulu se encuentra ubicado en las coordenadas 39°31′26″N 97°59′5″O / 39.52389, -97.98472. Según la Oficina del Censo de los Estados Unidos, el municipio tiene una superficie total de 91.99 km², de la cual 91,99 km² corresponden a tierra firme y (0 %) 0 km² es agua.

## Demografía
Según el censo de 2010, había 87 personas residiendo en el municipio de Lulu. La densidad de población era de 0,95 hab./km². De los 87 habitantes, el municipio de Lulu estaba compuesto por el 98,85 % blancos y el 1,15 % eran de una mezcla de razas. Del total de la población el 0 % eran hispanos o latinos de cualquier raza.